# Copa dos Campeões 2002
Die Copa dos Campeões 2002 war die dritte und letzte Austragung der Copa dos Campeões, eines Fußballpokalwettbewerbs in Brasilien, der vom nationalen Fußballverband CBF organisiert wurde. Mit dem Gewinn des Pokals war die Qualifikation für das Achtelfinale der Copa Libertadores 2003 verbunden.
Der Modus für das Turnier wurde im Gegensatz zu den beiden Vorjahren geändert. Das Teilnehmerfeld wurde von neun auf 16 Klubs aufgestockt. Des Weiteren nahmen nicht mehr drei Klubs an der Vorrunde teil, sondern alle 16. In dieser trafen die Klubs nur einmal aufeinander. Ebenso ab dem folgenden Viertelfinale im KO-Modus. Nur das Finale wurde Hin- und Rückspiel ausgespielt. Die Austragung fand vom erst vom 3. Juli bis 4. August 2002 statt.

## Teilnehmer
Die 16 Teilnehmer ergaben sich aus zuvor ausgespielten regionalen Turnieren.
| Bundesstaat       | Klub                | Qualifizierung                             |
| ----------------- | ------------------- | ------------------------------------------ |
| Bahia             | EC Bahia            | Copa do Nordeste 2002 Sieger               |
| Bahia             | EC Vitória          | Copa do Nordeste 2002 Zweiter              |
| Minas Gerais      | Atlético Mineiro    | Copa Sul-Minas 2002 Halbfinalist           |
| Minas Gerais      | Cruzeiro EC         | Copa Sul-Minas 2002 Sieger                 |
| Goiás             | Goiás EC            | Copa Centro-Oeste 2002 Sieger              |
| Pará              | Paysandu SC         | Copa Norte 2002 Sieger                     |
| Paraná            | Atlético Paranaense | Copa Sul-Minas 2002 Zweiter                |
| Pernambuco        | Náutico Capibaribe  | Copa do Nordeste 2002 Bester Nichtfinalist |
| Rio de Janeiro    | CR Flamengo         | Titelverteidiger                           |
| Rio de Janeiro    | Fluminense FC       | Torneio Rio-São Paulo 2002 Fünfter         |
| Rio de Janeiro    | CR Vasco da Gama    | Torneio Rio-São Paulo 2002 Sechster        |
| Rio Grande do Sul | Grêmio FBPA         | Copa Sul-Minas 2002 Halbfinalist           |
| São Paulo         | SC Corinthians      | Torneio Rio-São Paulo 2002 Sieger          |
| São Paulo         | SE Palmeiras        | Torneio Rio-São Paulo 2002 Halbfinalist    |
| São Paulo         | AD São Caetano      | Torneio Rio-São Paulo 2002 Halbfinalist    |
| São Paulo         | FC São Paulo        | Torneio Rio-São Paulo 2002 Halbfinalist    |

## Gruppenphase

### Gruppe A
| Pl. | Verein             | Sp. | S | U | N | Tore    | Diff. | Punkte |
| --- | ------------------ | --- | - | - | - | ------- | ----- | ------ |
| 1.  | Paysandu SC        | 3   | 1 | 2 | 0 | 004:300 | +1    | 05     |
| 2.  | Fluminense FC      | 3   | 1 | 2 | 0 | 001:000 | +1    | 05     |
| 3.  | Náutico Capibaribe | 3   | 0 | 2 | 1 | 003:400 | −1    | 02     |
| 4.  | SC Corinthians     | 3   | 0 | 2 | 1 | 002:300 | −1    | 02     |

| Datum |                    | Ergebnis  |                    | Austragungsort |
| ----- | ------------------ | --------- | ------------------ | -------------- |
| 3.7.  | Fluminense FC      | 0:0       | Náutico Capibaribe | Mangueirão     |
| 3.7.  | SC Corinthians     | 1:1 (0:0) | Paysandu SC        | Mangueirão     |
| 7.7.  | Náutico Capibaribe | 1:1 (0:0) | SC Corinthians     | Mangueirão     |
| 7.7.  | Paysandu SC        | 0:0       | Fluminense FC      | Mangueirão     |
| 14.7. | SC Corinthians     | 0:1 (0:0) | Fluminense FC      | Mangueirão     |
| 14.7. | Paysandu SC        | 3:2 (1:1) | Náutico Capibaribe | Mangueirão     |

### Gruppe B
| Pl. | Verein              | Sp. | S | U | N | Tore    | Diff. | Punkte |
| --- | ------------------- | --- | - | - | - | ------- | ----- | ------ |
| 1.  | CR Flamengo         | 3   | 3 | 0 | 0 | 006:000 | +6    | 09     |
| 2.  | Goiás EC            | 3   | 2 | 0 | 1 | 005:600 | −1    | 06     |
| 3.  | AD São Caetano      | 3   | 1 | 0 | 2 | 003:400 | −1    | 03     |
| 4.  | Atlético Paranaense | 3   | 0 | 0 | 3 | 003:700 | −4    | 0      |

| Datum |                     | Ergebnis  |                     | Austragungsort |
| ----- | ------------------- | --------- | ------------------- | -------------- |
| 3.7.  | AD São Caetano      | 1:2 (0:0) | Goiás EC            | Castelão       |
| 3.7.  | CR Flamengo         | 1:0 (0:0) | Atlético Paranaense | Albertão       |
| 6.7.  | Atlético Paranaense | 1:2 (1:2) | AD São Caetano      | Castelão       |
| 7.7.  | Goiás EC            | 0:3 (0:2) | CR Flamengo         | Castelão       |
| 13.7. | CR Flamengo         | 1:0 (0:0) | AD São Caetano      | Castelão       |
| 13.7. | Goiás EC            | 3:2 (1:0) | Atlético Paranaense | Castelão       |

### Gruppe C
| Pl. | Verein       | Sp. | S | U | N | Tore    | Diff. | Punkte |
| --- | ------------ | --- | - | - | - | ------- | ----- | ------ |
| 1.  | Cruzeiro EC  | 3   | 1 | 2 | 0 | 003:200 | +1    | 05     |
| 2.  | EC Vitória   | 3   | 1 | 1 | 1 | 002:100 | +1    | 04     |
| 3.  | FC São Paulo | 3   | 1 | 1 | 1 | 003:300 | ±0    | 04     |
| 4.  | Grêmio FBPA  | 3   | 0 | 2 | 1 | 001:300 | −2    | 02     |

| Datum |              | Ergebnis  |              | Austragungsort |
| ----- | ------------ | --------- | ------------ | -------------- |
| 3.7.  | EC Vitória   | 2:0 (1:0) | FC São Paulo | Machadão       |
| 3.7.  | Cruzeiro EC  | 1:1 (1:0) | Grêmio FBPA  | Machadão       |
| 6.7.  | EC Vitória   | 0:0       | Grêmio FBPA  | Machadão       |
| 7.7.  | FC São Paulo | 1:1 (1:1) | Cruzeiro EC  | Machadão       |
| 13.7. | FC São Paulo | 2:0 (0:0) | Grêmio FBPA  | Machadão       |
| 14.7. | EC Vitória   | 0:1 (0:0) | Cruzeiro EC  | Machadão       |

### Gruppe D
| Pl. | Verein           | Sp. | S | U | N | Tore    | Diff. | Punkte |
| --- | ---------------- | --- | - | - | - | ------- | ----- | ------ |
| 1.  | SE Palmeiras     | 3   | 2 | 1 | 0 | 007:200 | +5    | 07     |
| 2.  | EC Bahia         | 3   | 2 | 0 | 1 | 004:500 | −1    | 06     |
| 3.  | CR Vasco da Gama | 3   | 0 | 2 | 1 | 004:500 | −1    | 02     |
| 4.  | Atlético Mineiro | 3   | 0 | 1 | 2 | 005:800 | −3    | 01     |

| Datum |                  | Ergebnis  |                  | Austragungsort |
| ----- | ---------------- | --------- | ---------------- | -------------- |
| 3.7.  | EC Vitória       | 0:4 (0:2) | SE Palmeiras     | Albertão       |
| 3.7.  | Atlético Mineiro | 3:3 (1:2) | CR Vasco da Gama | Castelão       |
| 10.7. | EC Bahia         | 3:1 (1:1) | Atlético Mineiro | Albertão       |
| 10.7. | SE Palmeiras     | 1:1 (0:0) | CR Vasco da Gama | Albertão       |
| 14.7. | CR Vasco da Gama | 0:1 (0:0) | EC Bahia         | Albertão       |
| 14.7. | SE Palmeiras     | 2:1 (2:0) | Atlético Mineiro | Albertão       |

## Finalrunde

### Viertelfinale
| Datum |              | Ergebnis  |               | Austragungsort |
| ----- | ------------ | --------- | ------------- | -------------- |
| 17.7. | Cruzeiro EC  | 2:1 (1:0) | Goiás EC      | Machadão       |
| 17.7. | CR Flamengo  | 2:1 (1:0) | EC Vitória    | Castelão       |
| 21.7. | Paysandu SC  | 2:1 (1:0) | EC Bahia      | Albertão       |
| 21.7. | SE Palmeiras | 1:0 (1:0) | Fluminense FC | Mangueirão     |

### Halbfinale
| Datum |             | Ergebnis  |              | Austragungsort |
| ----- | ----------- | --------- | ------------ | -------------- |
| 24.7. | Cruzeiro EC | 2:1 (0:0) | CR Flamengo  | Castelão       |
| 28.7. | Paysandu SC | 3:1 (0:1) | SE Palmeiras | Mangueirão     |

### Finale

#### Hinspiel
| Paysandu SC                                              | Paysandu SC | Cruzeiro EC | Cruzeiro EC |
| -------------------------------------------------------- | --- | --- | ----------- |
| Paysandu SC                                              | \| 31. Juli 2002 in Belém (Mangueirão) \| \| Ergebnis: 1:2 (1:1) \| \| Zuschauer: 20.012 \| \| Schiedsrichter: Edílson Pereira de Carvalho ( São Paulo) \|                                       | \| 31. Juli 2002 in Belém (Mangueirão) \| \| Ergebnis: 1:2 (1:1) \| \| Zuschauer: 20.012 \| \| Schiedsrichter: Edílson Pereira de Carvalho ( São Paulo) \|                                                    | Cruzeiro EC |
| Paysandu SC                                              | Marcão – Marcos Simões, Gino, Sergio, Luís Fernando – Sandro Goiano, Rogerinho, Jobson , Vélber – Jajá , Vandick Reserve Trindade , Clayson Queiroz , Albertinho Cheftrainer: Givanildo Oliveira | Jefferson – Maicon, Cris, Luisão, Leandro – Ricardinho, Augusto Recife , Vander, Jorge Wagner – Lucas Severino , Fábio Júnior Reserve Jussiê , Joãozinho , Fernando Miguel Cheftrainer: Marco Aurélio Moreira | Cruzeiro EC |
| Paysandu SC                                              | 1:1 32′ Sandro Goiano | 0:1 14′ Fábio Júnior 1:2 63′ Joãozinho | Cruzeiro EC |
| Paysandu SC                                              | Rogerinho, Gino | Ricardinho, Maicon, Joãozinho, Jefferson | Cruzeiro EC |
| 31. Juli 2002 in Belém (Mangueirão)                      | | |             |
| Ergebnis: 1:2 (1:1)                                      | | |             |
| Zuschauer: 20.012                                        | | |             |
| Schiedsrichter: Edílson Pereira de Carvalho ( São Paulo) | | |             |

#### Rückspiel
| Cruzeiro EC                                          | Cruzeiro EC | Paysandu SC | Paysandu SC |
| ---------------------------------------------------- | --- | --- | ----------- |
| Cruzeiro EC                                          | \| 4. August 2002 in Fortaleza (Castelão) \| \| Ergebnis: 3:4 (2:3), 0:3 i. E. \| \| Zuschauer: 5.719 \| \| Schiedsrichter: Paulo César de Oliveira ( São Paulo) \|             | \| 4. August 2002 in Fortaleza (Castelão) \| \| Ergebnis: 3:4 (2:3), 0:3 i. E. \| \| Zuschauer: 5.719 \| \| Schiedsrichter: Paulo César de Oliveira ( São Paulo) \|            | Paysandu SC |
| Cruzeiro EC                                          | Jefferson – Maicon , Cris, Luisão, Leandro – Augusto Recife, Ricardinho, Vander, Jorge Wagner – Joãozinho, Fábio Júnior Reserve Jussiê , Ruy Cheftrainer: Marco Aurélio Moreira | Marcão – Marcos Simões, Gino, Sergio, Luís Fernando – Sandro Goiano, Rogerinho, Jobson, Vélber – Jajá , Vandick Reserve Vanderson , Albertinho Cheftrainer: Givanildo Oliveira | Paysandu SC |
| Cruzeiro EC                                          | 1:0 9′ Fábio Júnior 2:2 39′ Cris 3:3 48′ Fábio Júnior | 1:1 11′ Vandick 1:2 22′ Vandick 2:3 40′ Vandick 3:4 57′ Jobson | Paysandu SC |
| Cruzeiro EC                                          | Elfmeterschießen | | Paysandu SC |
| Cruzeiro EC                                          | Ricardinho Vânder Jussiê | 0:1 Jobson 0:2 Vélber 0:3 Gino | Paysandu SC |
| Cruzeiro EC                                          | Fábio Júnior, Vânder | Ricardinho, Jobson e Gino | Paysandu SC |
| 4. August 2002 in Fortaleza (Castelão)               | | |             |
| Ergebnis: 3:4 (2:3), 0:3 i. E.                       | | |             |
| Zuschauer: 5.719                                     | | |             |
| Schiedsrichter: Paulo César de Oliveira ( São Paulo) | | |             |

## Torschützenliste
| Pl. | Nat.         | Spieler      | Klub             | Tore |
| --- | ------------ | ------------ | ---------------- | ---- |
| 1   | Brasilianer  | Fábio Júnior | Cruzeiro EC      | 6    |
| 2   | Brasilianer  | Vandick      | Paysandu SC      | 5    |
| 3   | Brasilianer  | Guilherme    | Atlético Mineiro | 4    |
|     | Brasilianer  | Araújo       | Goiás EC         | 4    |
| 4   | Brasi1lianer | Jobson       | Paysandu SC      | 4    |